# Aransas Pass, Texas
Aransas Pass là một thành phố thuộc quận San Patricio, tiểu bang Texas, Hoa Kỳ. Năm 2010, dân số của thành phố này là 8204 người.

## Dân số
- Dân số năm 2000: 8138 người.
- Dân số năm 2010: 8204 người.